# Dragoste atomică
Dragoste atomică (în engleză Modern Problems) este un film american de comedie neagră științifico-fantastică din 1981 scris și regizat de Ken Shapiro⁠(d). Filmul îi are în distribuție pe Chevy Chase, Patti D'Arbanville⁠(d) și Dabney Coleman. Acesta a avut încasări de 26,2 milioane de dolari în Statele Unite. A fost lansat pe DVD în 2005.

## Rezumat
Max Fiedler (Chevy Chase) este un controlor de trafic aerian pe Aeroportul Internațional Kennedy din New York, a cărui viață se duce de râpă. Iubita sa, Darcy, tocmai l-a părăsit din cauza geloziei și a pesimismului sale. Dup despărțire, oriunde s-ar deplasa, are impresia că o întâlnește alături de Barry, prietenul ei narcisist, care își dorește să aibă o relație cu ea, iar acest lucru îl înnebunește pe Max. Într-o noapte, în timp ce conducea spre casă de la o petrecere organizată într-un club gay⁠(d) din Lower Manhattan⁠(d), un camion cu cisternă varsă deșeuri nucleare în mașina sa. O parte din acest lichid pătrunde în interior, iar pielea sa devine temporar de culoare verde strălucitor. A doua zi, Max observă că poate mișca obiectele cu mintea și decide să-și folosească noua putere pentru a distruge încercările lui Barry de a dezvolta o relație cu Darcy. Încrezător și optimist, acesta începe să recâștige atenția fostei sale iubite.
Lucrurile o iau razna însă când Max este rugat să-și petreacă weekendul la casa de pe litoral⁠(d) a lui Brian (Brian Doyle-Murray), un editorul paraplegic aflat într-o relația cu fosta sa soție Lorraine. Acolo este prezent și autorul afemeiat Mark Winslow (Dabney Coleman). Acesta îl înjosește și îl batjocorește în mod constant pe Max, iar în același timp încearcă să o seducă pe Darcy, deși abordarea sa egoistă o dezgustă. Cei prezenți nu cred afirmațiile despre puterile sale mintale, însă Max, deranjat de insultele lui Winslow, le demonstrează acestora capacitățile sale și îl umilește pe autor. Realizând că este un monstru, acesta se urcă pe acoperișul casei lui Brian și așteptă apropierea unei furtuni puternice. Max este lovit de un fulger, iar puterile sale sunt transferate Doritei (Nell Carter⁠(d)), servitoarea care practică ritualuri voodoo. Când conștientizează cauza comportamentului său ciudat, Darcy îl iartă pe Max și cei doi devin din nou un cuplu.

## Distribuție
- Chevy Chase - Max Fiedler
- Patti D'Arbanville - Darcy Carson
- Mary Kay Place - Lorraine
- Nell Carter - Dorita
- Brian Doyle-Murray - Brian Stills
- Mitch Kreindel - Barry
- Dabney Coleman - Mark Winslow
- Tom Sherohman - Chelner